# Lillmörtsjön
Lillmörtsjön är en sjö i Ånge kommun i Medelpad och ingår i Ljungans huvudavrinningsområde. Sjön har en area på 0,184 kvadratkilometer och ligger 354,1 meter över havet. Sjön avvattnas av vattendraget Mörtsjöbäcken.

## Delavrinningsområde
Lillmörtsjön ingår i det delavrinningsområde (692243-151001) som SMHI kallar för Mynnar i Alderängesån. Medelhöjden är 395 meter över havet och ytan är 13,13 kvadratkilometer. Det finns inga avrinningsområden uppströms utan avrinningsområdet är högsta punkten. Mörtsjöbäcken som avvattnar avrinningsområdet har biflödesordning 3, vilket innebär att vattnet flödar genom totalt 3 vattendrag innan det når havet efter 95 kilometer. Avrinningsområdet består mestadels av skog (82 procent). Avrinningsområdet har 0,19 kvadratkilometer vattenytor vilket ger det en sjöprocent på 1,4 procent.